# Stephensia brunnichella
Stephensia brunnichella је врста инсекта из реда лептира (Lepidoptera), који припада породици Elachistidae.

## Опис
Глава овог ситног ноћног лептира је тамно бронзана, а антене имају белу траку. Предњка крила су бронзана са белом траком, док су задња сива. Распон крила је између 8 и 9 мм. Гусеница је светло зелена са зеленом дорзалном линијом и црном главом.

## Распрострањење и станиште
Распрострањења је у већем броју земаља Европе, мада због своје величине често се не налази. У Србији постоји свега један податак забележен у Јелашничкој клисури 2021. године. Насељава ливадска станишта.

## Биологија
Stephensia brunnichella је лисни минер. Гусенице буше канале у листу биљке домаћина: Calamintha nepeta, Clinopodium vulgare и Satureja calamintha. Карактеристични су пегави листови на биљкама којима се хране гусенице. Лети од маја до августа, некада у две генерације. Одрасли долећу на УВ светлост током ноћи.

## Синоними
- Phalaena brunnichella Linnaeus, 1767
- Microsetia stephensella Douglas, 1848